# Caaeteboia gaeli
Caaeteboia gaeli — вид неотруйних змій з родини полозових (Colubridae). Описаний у 2020 році.

## Назва
Вид названий на честь Гаеля Хінгста Захера, сина одного з авторів таксона, який передчасно помер у березні 2020 року.

## Поширення
Ендемік атлантичного лісу на північному сході Бразилії. Виявлений у штаті Параїба.